# Czerwona Góra (Święty Krzyż)
Czerwona Góra is een plaats in het Poolse district  Opatowski, woiwodschap Święty Krzyż. De plaats maakt deel uit van de gemeente Sadowie en telt 190 inwoners.